# 노랑어깨박쥐속
노랑어깨박쥐속(Sturnira)은 주걱박쥐과(신세계잎코박쥐과)에 속하는 박쥐 속의 하나이다. 23종으로 이루어져 있다.속명은 1836년 브라질 항해에서 모식 표본을 수집했던 스탈링함(HMS Starling)의 이름과 라틴어 의미 "찌르레기(starling)"에서 유래했다.

## 하위 종
| - 아드리아나노랑어깨박쥐 (S. adrianae) - 에인절노랑어깨박쥐 (S. angeli) - 아라타토마스노랑어깨박쥐 (S. aratathomasi) - 베이커노랑어깨박쥐 (S. bakeri) - 바이덴테이트노랑어깨박쥐 (S. bidens) - 보고타노랑어깨박쥐 (S. bogotensis) - 버턴노랑어깨박쥐 (S. burtonlimi) - 털노랑어깨박쥐 (S. erythromos) - 온두라스노랑어깨박쥐 (S. hondurensis) - 초코노랑어깨박쥐 (S. koopmanhilli) - 작은노랑어깨박쥐 (S. lilium) - 고지대노랑어깨박쥐 (S. ludovici) | - 루이노랑어깨박쥐 (S. luisi) - 큰노랑어깨박쥐 (S. magna) - 미스트라토노랑어깨박쥐 (S. mistratensis) - 탈라만카노랑어깨박쥐 (S. mordax) - 페루남부노랑어깨박쥐 (S. nana) - 츄디노랑어깨박쥐 (S. oporaphilum) - 북부노랑어깨박쥐 (S. parvidens) - 폴슨노랑어깨박쥐 (S. paulsoni) - 페를라노랑어깨박쥐 (S. perla) - 소리아노노랑어깨박쥐 (S. sorianoi) - 토마스노랑어깨박쥐 (S. thomasi) - 틸다노랑어깨박쥐 (S. tildae) |